# Quế Thương
Quế Thương (tên đầy đủ là Quế Thị Thương) sinh năm 1983, là ca sĩ Việt Nam, được phong tặng danh hiệu Nghệ sĩ ưu tú vào năm 2023. Hiện cô làm việc tại Trung tâm Nghệ thuật truyền thống tỉnh Nghệ An.

## Sự nghiệp
Quế Thương sinh tại xã Diễn Phong, huyện Diễn Châu, tỉnh Nghệ An. Năm 2002, Quế Thương dự thi vào Đoàn ca múa Hương Sen (Đoàn ca múc nhạc dân tộc Nghệ An ngày nay) và được chấm điểm cao nhất trong lứa thí sinh thi lúc ấy. Sau đó, cô được tuyển chọn và gửi đi học tại Trường Cao đẳng Văn hóa - Nghệ thuật tỉnh Nghệ An.
Năm 2013, Quế Thương thi đỗ hai trường là Học viện Âm nhạc Quốc gia Việt Nam và Trường Đại học Văn hóa Nghệ thuật Quân đội. cô quyết định chọn học tại Học viện Âm nhạc Quốc gia, đã tốt nghiệp loại xuất sắc và được mời về công tác ở nhiều đơn vị như Đài Tiếng nói Việt Nam, Nhà hát ca múa nhạc Trung ương nhưng cô quyết định trở về quê nhà.
Vào các năm 2015, 2018, 2021, Quế Thương đều giành Huy chương Vàng tại Hội diễn ca múa nhạc chuyên nghiệp toàn quốc. Năm 2022, Quế Thương giành Huy chương Bạc (không có Huy chương Vàng) tại Liên hoan Âm nhạc ASEAN.

## Giải thưởng
- Huy chương vàng Hội thi Tiếng hát Học sinh - sinh viên các trường văn hóa nghệ thuật toàn quốc và triển lãm mỹ thuật (2004).
- Huy chương Vàng tại Hội diễn ca múa nhạc chuyên nghiệp toàn quốc (2015, 2018, 2021).
- Huy chương Bạc (không có Huy chương Vàng) tại Liên hoan Âm nhạc ASEAN (2022).